# Bataille d'Okpo
Guerre Imjin
Batailles
- Okpo
- Chilchonryang
- Myong-Yang
- Ulsan
- No Ryang

La bataille d'Okpo est livrée les 7 et 8 mai 1592 autour du port d'Okpo-dong de l'île de Geoje pendant la guerre Imjin. C'est à la fois la première bataille navale du conflit et la première victoire de l'amiral Yi Sun-sin contre la flotte japonaise de Tōdō Takatora. La bataille de Okpo provoque inquiétude et la nervosité chez les Japonais, car après la rencontre, Yi commence à déployer sa marine pour attaquer leurs navires de ravitaillement et de support.
Le quartier-général de Yi se trouve à Yeosu, situé à l'ouest de l'île de Namhae de la côte sud de la Corée. Les environs d'Okpo et Yeosu sont parsemés de nombreuses îles et détroits. C'est dans ce secteur qu'ont lieu de nombreuses batailles navales où Yi vainc les Japonais.

## Approche de l'île de Geoje
L'amiral Yi met à la voile le 5 mai 1592 à 2h du matin au départ de Yeosu avec ses 24 panokseon, navigue toute la journée et dort sur les navires. Le 6 mai 1592, l'amiral arrive à Dangpo, point de rendez-vous avec les autres commandants. Yi Eok-gi arrive avec sa flotte, mais Won Gyun est extrêmement en retard.

## Attaque sur Okpo
L'amiral Yi approche du port d'Okpo le lendemain. Il constate la présence de près de 50 navires japonais à l'ancre. Les soldats japonais pillent et tuent des civils coréens. Furieux, Yi lance son attaque.
Surpris, les Japonais montent rapidement à bord de leurs navires pour essayer de s'échapper. Les Coréens encerclent la flotte japonaise commencent à faire feu avec leurs canons. Le commandant japonais Tōdō Takatora ordonne à ses hommes de contre-attaquer avec des arquebuses mais malheureusement pour eux, cette riposte ne cause pas beaucoup de dégâts. Après des combats désespérés, les Japonais jettent leurs armes et armures par-dessus bord et sautent à l'eau pour fuir. Yi recule ses navires et le lendemain approche un port appelé Jeokjinpo.
L'amiral Yi est de nouveau contrarié par le harcèlement des Coréens par les Japonais et ordonne à ses hommes de lancer une lourde volée de flèches et des boulets de canon sur les Japonais dont 11 des 13 navires sont détruits. Les Coréens s'emparent alors des trésors des épaves japonaises et naviguent de retour vers Yeosu.

## Conséquences
Yi est promu commandant naval des trois provinces (Hangul : 삼도수군통제사, Hanja : 三道水軍統制使) par le roi Seonjo, grade équivalent au moderne amiral, ce qui lui donne autorité sur la Jolleo de droite et les navires de gauche, les marines Gyeongsang droite et gauche et la marine Chungcheong. L'expérience personnelle par Yi des massacres et des pillages des villes locales par les Japonais le rend très déterminé à protéger le peuple coréen en empêchant les navires japonais de jamais débarquer sur la côte. Plus tard, à la bataille de Sacheon, il utilise pour la première fois son « arme secrète », le bateau tortue et défait de nouveau les Japonais.

## Source de la traduction
- (en) Cet article est partiellement ou en totalité issu de l’article de Wikipédia en anglais intitulé « Battle of Okpo » (voir la liste des auteurs).